# Nhiễm sắc thể số 12
Nhiễm sắc thể số 12 là một trong 23 cặp nhiễm sắc thể ở người. Con người thường có hai bản sao của nhiễm sắc thể này. Nhiễm sắc thể 12 kéo dài khoảng 133 triệu cặp base (vật liệu xây dựng của DNA) và chiếm từ 4 đến 4,5% tổng số DNA trong các tế bào.
Nhiễm sắc thể số 12 chứa cụm gen Homeobox C.

## Các gen

### Số lượng gen
Dưới đây là một số ước tính số lượng gen của nhiễm sắc thể 12 của con người. Bởi vì các nhà nghiên cứu sử dụng các phương pháp khác nhau để chú thích bộ gen dự đoán của họ về số lượng gen trên mỗi nhiễm sắc thể khác nhau (để biết chi tiết kỹ thuật, xem dự đoán gen). Trong số nhiều các dự án khác nhau, dự án trình tự mã hóa đồng thuận (CCDS) có một chiến lược cực kỳ bảo thủ. Vì vậy, dự đoán số lượng gen của CCDS thể hiện một giới hạn thấp hơn trên tổng số gen mã hóa protein của con người.
| Ước tính bởi | Gen mã hóa protein | Các gen RNA không mã hóa | Gen giả | Nguồn               | Ngày phát hành |
| ------------ | ------------------ | ------------------------ | ------- | ------------------- | -------------- |
| CCDS         | 988                | -                        | -       | [ 2 ]               | 2016-09-08     |
| HGNC         | 995                | 318                      | 545     | [ 6 ]               | 2017-05-12     |
| Bộ sưu tập   | 1.033              | 1.202                    | 617     | [ 7 ]               | 2017 / 03-29   |
| UniProt      | 1.032              | -                        | -       | [ 8 ]               | 2018-02-28     |
| NCBI         | 1.036              | 853                      | 693     | [ 9 ] [ 10 ] [ 11 ] | 2017-05-19     |

### Danh sách gen
Sau đây là danh sách một phần các gen trên nhiễm sắc thể 12 của người. Để biết danh sách đầy đủ, xem liên kết trong hộp thông tin bên phải. 
- ACAD10: encoding protein Acyl-CoA dehydrogenase family, member 10
- ACSS3: encoding protein Acyl-CoA synthetase short-chain family member 3
- ACVRL1: activin A receptor type II-like 1f
- APOF: encoding protein Apolipoprotein F
- APOLD1: apolipoprotein L domain containing 1
- ARL6IP4: encoding protein ADP-ribosylation-like factor 6 interacting protein 4
- ARPC3: encoding protein Actin-related protein 2/3 complex subunit 3
- Asun: encoding protein Protein asunder homolog (Asun)
- ATG101: Autophagy-related protein 101
- BCAT1: encoding protein Branched chain amino acid transaminase 1
- C12orf42: encoding protein uncharacterised chromosome 12 open reading frame 42
- C12orf43: encoding protein. Uncharacterized.
- C12orf60: encoding protein Uncharacterized protein C12orf60
- CALCOCO1: Calcium-binding and coiled-coil domain-containing protein 1
- CBX5: chromobox homolog 5
- CCDC53: Coiled-coil domain-containing protein 53
- CKAP4: Cytoskeleton associated protein 4
- CNOT2: encoding protein CCR4-NOT transcription complex subunit 2
- CNPY2: encoding protein Canopy FGF signaling regulator 2
- CCDC42B: encoding protein Coiled Coil Domain Containing protein 42B
- COL2A1: collagen, type II, alpha 1 (primary osteoarthritis, spondyloepiphyseal dysplasia, congenital)
- CRACR2A: encoding protein Calcium release activated channel regulator 2A
- CSRP2: Cysteine and glycine-rich protein 2
- DDX23: DEAD-box helicase 23
- DDX47: DEAD-box helicase 47
- DHH: Desert hedgehog protein
- DPPA3: Developmental pluripotency-associated protein 3
- DPY19L2: encoding protein Dpy-19-like 2 (C. elegans)
- E2F7: E2F transcription factor 7
- EMP1: Epithelial membrane protein 1
- ERGIC2: encoding protein a protein of 377 amino acid residues
- FAM60A: encoding protein FAM60A
- FAM186B: encoding protein Protein FAM186B
- GPD1: encoding protein Glycerol-3-phosphate dehydrogenase 1
- GOLT1B: Golgi transport 1B
- GPN3: encoding enzyme GPN-loop GTPase 3
- HNF1A-AS1: encoding protein HNF1A antisense RNA 1
- HPD: 4-hydroxyphenylpyruvate dioxygenase
- IFFO1: encoding protein Intermediate filament family orphan 1
- KANSL2: encoding protein KAT8 regulatory NSL complex subunit 2 (KANSL2)
- KCNA1: potassium voltage-gated channel subfamily A member 1 at 12p13.32
- KDM2B: encoding protein Lysine (K)-specific demethylase 2B
- KERA: keratocan
- KRAS: V-Ki-ras2 Kirsten rat sarcoma viral oncogene homolog
- LARP4: encoding protein La-related protein 4
- LEPREL2: encoding enzyme Prolyl 3-hydroxylase 3
- LMBR1L: encoding protein Protein LMBR1L
- LRRC23: encoding protein Leucine-rich repeat-containing protein 23
- LRRIQ1: encoding protein Leucine-rich repeats and IQ motif containing 1
- LRRK2: leucine-rich repeat kinase 2
- MBOAT5: encoding enzyme Lysophospholipid acyltransferase 5
- METTL1: encoding enzyme tRNA (guanine-N(7)-)-methyltransferase
- MFAP5: encoding protein Microfibrillar-associated protein 5
- MIR196A2: encoding microRNA MicroRNA 196a-2
- MMAB: methylmalonic aciduria (cobalamin deficiency) cblB type
- MON2: encoding protein Protein MON2 homolog
- MUCL1: encoding protein Mucin-like protein 1
- MYO1A: myosin IA
- NANOG: NK-2 type homeodomain gene
- NAP1L1: encoding protein Nucleosome assembly protein 1-like 1
- NRIP2: encoding protein Nuclear receptor-interacting protein 2
- NUDT4: encoding enzyme Diphosphoinositol polyphosphate phosphohydrolase 2
- PAH: phenylalanine hydroxylase
- PIP4K2C: encoding protein Phosphatidylinositol-5-phosphate 4-kinase, type II, gamma
- PIWIL1: encoding protein Piwi-like protein 1
- POP5: encoding enzyme Ribonuclease P/MRP protein subunit POP5
- PPHLN1: encoding protein Periphilin-1
- PPP1R12A: protein phosphatase 1, regulatory (inhibitor) subungfdit 12A
- PRB1: encoding protein Basic salivary proline-rich protein 1
- PRB3: encoding protein Basic salivary proline-rich protein 3
- PRB4: encoding protein Basic salivary proline-rich protein 4
- PZP: encoding protein Pregnancy zone protein
- PRH1: encoding protein Salivary acidic proline-rich phosphoprotein 1/2
- PRH2: encoding protein Proline-rich protein HaeIII subfamily 2
- PRR4: encoding protein Proline-rich protein 4
- PTMS: encoding protein Parathymosin
- PTPN11: protein tyrosine phosphatase, non-receptor type 11 (Noonan syndrome 1)
- PUS1: encoding enzyme tRNA pseudouridine synthase A
- PUS7L: encoding enzyme Pseudouridylate synthase 7 homolog-like protein
- RAB3IP: encoding protein RAB3A-interacting protein
- RASSF8: encoding protein Ras association domain-containing protein 8
- RASSF9: encoding protein Ras association domain-containing protein 9
- RERG: encoding protein RAS-like, estrogen-regulated, growth inhibitor
- RNF34: encoding enzyme E3 ubiquitin-protein ligase RNF34
- SARNP: SAP domain-containing ribonucleoprotein
- Serpina3f: encoding protein Serine (or cysteine) peptidase inhibitor, clade A, member 3F
- SLC8B1: solute carrier family 8 member B1
- TBC1D15: encoding protein TBC1 domain family member 15
- TBX3: encoding protein T-box transcription factor 3
- TCHP: encoding protein Trichoplein keratin filament-binding protein
- TESPA1: encoding protein Thymocyte expressed, positive selection associated 1
- THAP2: encoding protein THAP domain-containing protein 2
- TMTC1: encoding protein Transmembrane and tetratricopeptide repeat containing 1
- TMEM117: encoding protein Transmembrane protein 117
- TRAFD1: encoding protein TRAF-type zinc finger domain-containing protein 1
- TSFM: encoding protein Elongation factor Ts, mitochondrial
- TWF1: twinfilin-1
- UNQ1887:
- USP52: encoding enzyme PAB-dependent poly(A)-specific ribonuclease subunit 2
- UTP20: encoding protein Small subunit processome component 20 homolog
- VEZT: encoding protein Vezatin
- YAF2: encoding protein YY1-associated factor 2
- ZCCHC8: encoding protein Zinc finger CCHC domain-containing protein 8
- ZFC3H1: encoding protein Zinc finger C3H1-type containing
- ZNF26: encoding protein Zinc finger protein 26
- ZNF84: encoding protein Zinc finger protein 84
- ZNF268: encoding protein Zinc finger protein 268
- ZNF664: encoding protein Zinc finger protein 664

## Băng di truyền học tế bào
| NST | Arm | Band  | ISCN khởi đầu | ISCN kết thúc | Cặp base khởi đầu | Cặp base kết thúc | Stain | Density |
| --- | --- | ----- | ------------- | ------------- | ----------------- | ----------------- | ----- | ------- |
| 12  | p   | 13.33 | 0             | 216           | 1                 | 3200000           | gneg  |         |
| 12  | p   | 13.32 | 216           | 345           | 3200001           | 5300000           | gpos  | 25      |
| 12  | p   | 13.31 | 345           | 633           | 5300001           | 10000             | gneg  |         |
| 12  | p   | 13.2  | 633           | 806           | 10000001          | 12600000          | gpos  | 75      |
| 12  | p   | 13.1  | 806           | 921           | 12600001          | 14600000          | gneg  |         |
| 12  | p   | 12.3  | 921           | 1195          | 14600001          | 19800000          | gpos  | 100     |
| 12  | p   | 12.2  | 1195          | 1252          | 19800001          | 21100000          | gneg  |         |
| 12  | p   | 12.1  | 1252          | 1526          | 21100001          | 26300000          | gpos  | 100     |
| 12  | p   | 11.23 | 1526          | 1655          | 26300001          | 27600000          | gneg  |         |
| 12  | p   | 11.22 | 1655          | 1785          | 27600001          | 30500000          | gpos  | 50      |
| 12  | p   | 11.21 | 1785          | 1900          | 30500001          | 33200000          | gneg  |         |
| 12  | p   | 11.1  | 1900          | 2015          | 33200001          | 35500000          | acen  |         |
| 12  | q   | 11    | 2015          | 2116          | 35500001          | 37800000          | acen  |         |
| 12  | q   | 12    | 2116          | 2562          | 37800001          | 46000             | gpos  | 100     |
| 12  | q   | 13.11 | 2562          | 2706          | 46000001          | 48700000          | gneg  |         |
| 12  | q   | 13.12 | 2706          | 2850          | 48700001          | 51100000          | gpos  | 25      |
| 12  | q   | 13.13 | 2850          | 3210          | 51100001          | 54500000          | gneg  |         |
| 12  | q   | 13.2  | 3210          | 3383          | 54500001          | 56200000          | gpos  | 25      |
| 12  | q   | 13.3  | 3383          | 3498          | 56200001          | 57700000          | gneg  |         |
| 12  | q   | 14.1  | 3498          | 3700          | 57700001          | 62700000          | gpos  | 75      |
| 12  | q   | 14.2  | 3700          | 3786          | 62700001          | 64700000          | gneg  |         |
| 12  | q   | 14.3  | 3786          | 3959          | 64700001          | 67300000          | gpos  | 50      |
| 12  | q   | 15    | 3959          | 4203          | 67300001          | 71100000          | gneg  |         |
| 12  | q   | 21.1  | 4203          | 4362          | 71100001          | 75300000          | gpos  | 75      |
| 12  | q   | 21.2  | 4362          | 4549          | 75300001          | 79900000          | gneg  |         |
| 12  | q   | 21.31 | 4549          | 4837          | 79900001          | 86300000          | gpos  | 100     |
| 12  | q   | 21.32 | 4837          | 4894          | 86300001          | 88600000          | gneg  |         |
| 12  | q   | 21.33 | 4894          | 5125          | 88600001          | 92200000          | gpos  | 100     |
| 12  | q   | 22    | 5125          | 5355          | 92200001          | 95800000          | gneg  |         |
| 12  | q   | 23.1  | 5355          | 5571          | 95800001          | 101200000         | gpos  | 75      |
| 12  | q   | 23.2  | 5571          | 5643          | 101200001         | 103500000         | gneg  |         |
| 12  | q   | 23.3  | 5643          | 5873          | 103500001         | 108600000         | gpos  | 50      |
| 12  | q   | 24.11 | 5873          | 6104          | 108600001         | 111300000         | gneg  |         |
| 12  | q   | 24.12 | 6104          | 6219          | 111300001         | 111900000         | gpos  | 25      |
| 12  | q   | 24.13 | 6219          | 6334          | 111900001         | 113900000         | gneg  |         |
| 12  | q   | 24.21 | 6334          | 6478          | 113900001         | 116400000         | gpos  | 50      |
| 12  | q   | 24.22 | 6478          | 6579          | 116400001         | 117700000         | gneg  |         |
| 12  | q   | 24.23 | 6579          | 6737          | 117700001         | 120300000         | gpos  | 50      |
| 12  | q   | 24.31 | 6737          | 7083          | 120300001         | 125400000         | gneg  |         |
| 12  | q   | 24.32 | 7083          | 7255          | 125400001         | 128700000         | gpos  | 50      |
| 12  | q   | 24.33 | 7255          | 7500          | 128700001         | 133275309         | gneg  |         |